# Richard Bandler
Richard Wayne Bandler (ur. 24 lutego 1950 w New Jersey) – współtwórca (wraz z Johnem Grinderem) programowania neurolingwistycznego (ang. NLP).

## Życiorys
Bandler jest uważany za jednego z twórców NLP. Początkowo pracował z Johnem Grinderem, od lat 80. rozwijał NLP z innymi autorami. Aktualnie Bandler mieszka w Londynie i naucza razem z Johnem La Valle oraz Paulem McKenna. 27 stycznia 2004 zmarła druga żona Bandlera. Napisał kilkanaście książek o NLP.
Po tym, jak zakończył współpracę z Johnem Grinderem, Bandler stopniowo rozwijał własne koncepcje w innym kierunku, tworząc takie technologie jak DHE i NHR, mające być w zamierzeniu rozszerzeniem NLP. W ostatnich latach uczy NLP, które pozbawione jest większości dawnego żargonu i złożonych, teoretycznych konstrukcji. Opiera się przede wszystkim na bezwarunkowej afirmacji radości życia, optymizmie i otwartości na zmiany.
Około 1980 Bandler zaczął nadużywać kokainy i alkoholu.
W 1986 został oskarżony o zabójstwo swojej studentki – prostytutki i narkomanki Corine Christesen. Zabójstwo popełniono na narkotykowej imprezie z udziałem Corine, Bandlera i jego przyjaciela. Bandler był broniony przez prawnika, będącego jednym z jego uczniów NLP. Proces zakończył się uniewinnieniem. Sąd nie zdołał ustalić, kto z dwóch podejrzanych popełnił zbrodnię.
W 1996 Bandler złożył pozew przeciwko Grinderowi, domagając się uznania wyłączności jego praw autorskich do NLP.
Proces zakończył się w 2001 porozumieniem, zgodnie z którym Bandler i Grinder są uznawani za współtwórców NLP.